# Patamawai
Patamawai is een bestuurslaag in het regentschap Oost-Soemba van de provincie Oost-Nusa Tenggara, Indonesië. Patamawai telt 610 inwoners (volkstelling 2010).